# District de Gossau
Pour les articles homonymes, voir Gossau.

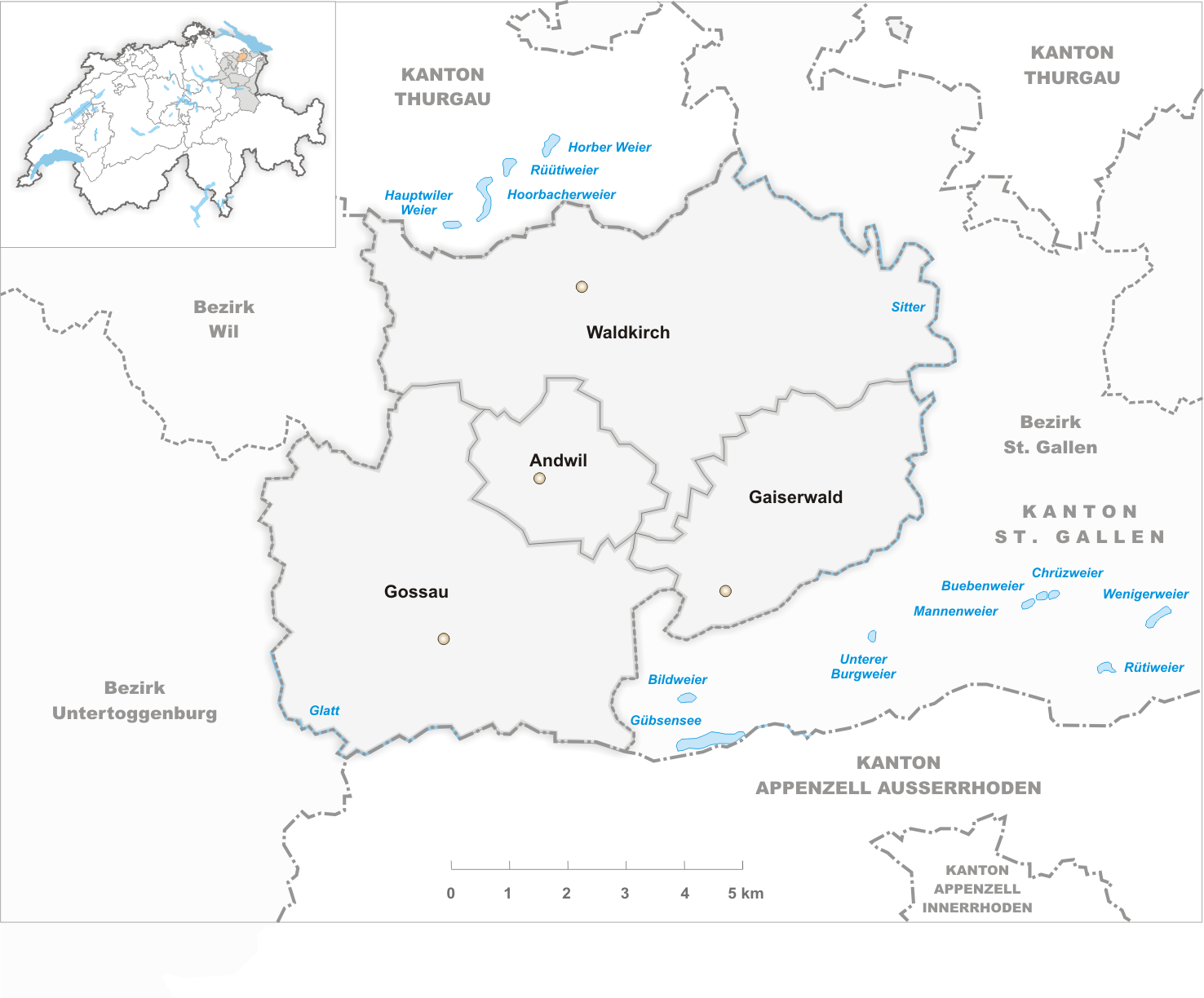
Municipalités du district de Gossau jusqu'en 2002.

Le district de Gossau était l'un des quatorze districts du canton de Saint-Gall.

## Communes
- Andwil
- Gaiserwald
- Gossau
- Waldkirch